# نونباريل ديمبسي
نونباريل ديمبسي (بالإنجليزية: Nonpareil Dempsey)‏ مواليد 15 ديسمبر 1862 في مقاطعة كيلدير، جزيرة أيرلندا - الوفاة 02 نوفمبر 1895 في أوريغون، الولايات المتحدة، كان ملاكم أيرلندي سابق صنّف ضمن فئة الوزن المتوسط.

## إحصائيات
خاض خلال مسيرته 67 نزالا، فاز في 51 وتعادل في 11 وخسر في 4. فاز بالضربة القاضية في 23 نزالا.

## روابط خارجية
- نونباريل ديمبسي على موقع بوكس ريك (الإنجليزية) (registration required)